# Vladimir Grečnëv
Vladimir Grečnёv, meglio noto come Vladimir Grechnyov o Vladimir Greshnev (in russo Владимир Анатольевич Гречнёв?, angl. Vladimir Anatolyevich Grechnyov; 25 luglio 1964), è un ex calciatore russo, fino al 1991 sovietico, di ruolo centrocampista.

## Carriera

### Club
Ha diviso la sua carriera tra Unione Sovietica e Israele, chiudendo la carriera in patria, nel 1998.
Segna più di 100 gol in tutte le competizioni, vantando 4 presenze e 1 gol in Coppa UEFA oltre a 7 incontri e 2 reti nella Coppa delle Coppe UEFA.

## Palmarès

### Club

#### Competizioni nazionali
- Kubok SSSR: 1

Torpedo Mosca: 1985-1986
- Campionato israeliano: 1

Beitar Gerusalemme: 1992-1993